# Enquin-sur-Baillons

Enquin-sur-Baillons este o comună în departamentul Pas-de-Calais, Franța. În 1 ianuarie 2022 avea o populație de 243 de locuitori.